# Simon Sommerfeld
Simon Sommerfeld (Amburgo, 22 marzo 1983) è un ex giocatore di football americano e allenatore di football americano tedesco, che ha giocato come runningback.
Anche suo fratello Clemens ha giocato a football americano.

## Palmarès
- 1 German Bowl (Kiel Baltic Hurricanes, 2010)
- 1 NM-Final (Lura Bulls, 2015)